# Gunnar Malm (konstnär)
Gunnar Johan Sigfrid Malm, född 29 mars 1909 i Malmö, död där 5 december 1986, var en svensk målare och tecknare.
Han var son till speditören Johan Malm och Sigrid Osbeck och från 1933 gift med Irma Frida Malmberg. Malm studerade vid Skånska målarskolan i Malmö 1928–1929 och under studier och arbetsresor där han vistades flera månader till bland annat Frankrike, Nederländerna, Spanien och Marocko. Separat ställde han ut ett flertal gånger i SDS-hallen i Malmö och på Malmö rådhus samt Krognoshuset i Lund. Han medverkade i samlingsutställningar med Skånes konstförening sedan 1942 och med Landskrona konstförening samt medverkade i utställningarna Unga konstnärer i Stockholm 1935, Nyårssalongen i Helsingborg 1945. Bland hans offentliga arbeten märks fem dekorationer i olja och al secco för Malmö Sagostunders sommarhem. Hans konst består av hamnmotiv med båtar, gatuvyer, figurer och landskapsbilder från sydliga länder med ett brokigt folkliv på torg och i gränder utförda i olja pastell, tempera eller gouache. Malm är gravsatt i minneslunden på Östra kyrkogården i Malmö.